# Andrzej Jakubas
Andrzej Jakubas (ur. 7 listopada 1959 we Wrocławiu, zm. 5 października 2024) – polski aktor teatralny i filmowy.

## Życiorys
Ukończył studia na Wydziale Lalkarskim PWST w Krakowie – Filia we Wrocławiu (1983). Dyplom obronił w 1987. W latach 1982–1983 był adeptem w Teatrze Dramatycznym w Legnicy, następnie zaś w latach 1983–1984 w Teatrze Ziemi Pomorskiej w Grudziądzu. W okresie od 1984 do 1987 grał w Teatrze Polskim w Bydgoszczy, następnie zaś był aktorem Teatru Powszechnego w Radomiu (1987–1988). W 1988 przeniósł się do Łodzi, gdzie do 1991 występował w Teatrze Studyjnym '83. Od 1991 był aktorem Teatru Powszechnego w Łodzi. W 2024 obchodził jubileusz 40-lecia pracy artystycznej.
W Teatrze Powszechnym w Łodzi grał m.in. w: „Naszym mieście” Thorntona Wildera, „Zabawie w życie” Keitha Johnstone’a, „Ferdydurke, czyli klucz od trzydziestych drzwi” Witolda Gombrowicza, „Małym Księciu” Antoine’a de Saint-Exupéry’ego. Wystąpił również w pierwszej obsadzie polskiej prapremiery „Szalonych nożyczek” Paula Pörtnera, jednocześnie pełniąc funkcję asystenta reżysera. Był również organizatorem warsztatów teatralnych „Dziecko w sytuacji” podejmujących tematy takie jak: bezdomność, depresja rodziców, hejt, inicjacja seksualna, transpłciowość, przemoc i cyberprzemoc.
Został pochowany na cmentarzu komunalnym Doły w Łodzi.

## Odznaczenia
- Odznaka honorowa „Zasłużony dla Kultury Polskiej”[3],
- Brązowy medal „Zasłużony Kulturze Gloria Artis”[3][2].

## Filmografia
- 1989: „Gorzka miłość” (odc. 3)
- 1990 „Zabić na końcu” (członek ekipy filmowej)
- 1991: „Pogranicze w ogniu” (odc. 23, 24; Geibel, funkcjonariusz NSDAP)
- 1995: „Pokój do wynajęcia” – spektakl telewizyjny
- 2001: „Kamera marzeń” – spektakl telewizyjny
- 2001: „Małopole czyli świat” (Zenek Jakubowski, mąż Anny)
- 2002:–2003: „Klan” (odc. 629, 677, 681, 683, 763)
- 2003: „Pornografia” (rządca z Ikania)
- 2004 „Tajemnica kwiatu paproci” (policjant)
- 2005: „Z odzysku”
- 2018: „Ułaskawienie”[2].